# Proasellus patrizii
Proasellus patrizii és una espècie de crustaci isòpode pertanyent a la família dels asèl·lids.

## Hàbitat
És una espècie demersal.

## Distribució geogràfica
Es troba a una cova a prop de Castelsardo (Sardenya, Itàlia).